# アルトゥール・ヴィクトル・ギマリャンイス
アルトゥール（Artur）ことアルトゥール・ヴィクトル・ギマリャンイス（ポルトガル語: Artur Victor Guimarães, 1998年2月15日 - ）は、ブラジルのサッカー選手。ボタフォゴFR所属。ポジションはフォワード。

## クラブ歴
SEパルメイラスでトップチームに昇格。2017年にグレミオ・ノヴォリゾンチーノ、ロンドリーナECへ期限付き移籍した。

## タイトル
ロンドリーナ
- プリメイラ・リーガ・ド・ブラジル: 2017

バイーア
- カンピオナート・バイアーノ: 2019